# Р-116
Р-116 «Ландыш», также известная как РРС — советская переносная ранцевая УКВ-радиостанция первого поколения, радиостанция симплексного типа.

## Описание
В комплект входят две антенны: гибкая штыревая антенна Куликова (0,95 м) и обычная штыревая антенна (1,45 м). Обеспечивается работоспособность, беспоисковость и бесподстроечность связи. Радиостанция собрана по трансиверной схеме, приёмник собран по схеме прямого усиления и имеет три каскада — УВЧ (радиолампа 2Ж27П), сверхрегенеративный детектор и УНЧ (радиолампа 2Ж27П). Формирование частоты осуществляется с помощью LC-генератора. При передаче каскад сверхрегенеративного детектора может стать задающим генератором, работающим на той же лампе. Амплтиудная модуляция производится в выходном каскаде (на лампе 2П29П). Питание ведётся от сухой, комбинированной специальной анодно-накальной батареи БАНСС-18М.

## Характеристики

### Физические
- Размеры: 310 х 325 х 170 мм[3][4]
- Масса: 4,2 кг[3]
- Температурные условия работы: от -40 до +50°C[3]

### Технические
- Вид работы: АМ[3][4]
- Каналы: 10 каналов (механический переключатель) с шагом 300 кГц[3][4]
- Диапазон:
  - Волн — от 6,17 до 5,85 м[3]
  - Частот — от 48,65 до 51,35 МГц[4]
- Чувствительность приёмника: 6 мкВ[3][4]
- Выходная мощность передатчика: около 60 мВт[3][4]
- Время непрерывной работы: от 12 до 18 часов (при соотношении приём/передача 3:1)[3][4]
- Дальность двухсторонней связи:
  - На стандартную штыревую антенну с однотипной радиостанцией — до 1 км[3][4]
  - На общей рабочей частоте с радиостанцией Р-106 — до 1 км[4]

## Производство и применение
Выпускалась с 1950 года, применялась в ротном тактическом звене.